# Cosmartidene
Cosmartidene fue una concubina babilonia del rey persa Artajerjes I (reinado: 465 - 424 a. C.), Según el historiador griego Ctesias de Cnido, la única fuente, Cosmartidene dio a luz a Arsites y al futuro rey Darío II Oco, aunque se ha señalado que en este último caso la interpretación del texto no es del todo clara.
Cuando Artajerjes murió se desató una crisis sucesoria que se cobró las vidas de Jerjes II (el heredero legítimo, hijo de la reina Damaspia) y de Sogdiano, un hijo bastardo. Finalmente se impuso Oco, que reinó con el nombre de Darío II (423 - 404 a. C.). Cosmartidene se habría convertido en reina madre; sin embargo, no es vuelta a mencionar, acaso por haber fallecido ya.
Cosmartidene no es la única concubina babilonia de Artajerjes I de la que se tiene noticia. El propio Ctesias menciona a Alogine (la madre de Sogdiano) y a Andria.